# Rozpoznanie osobowe
Rozpoznanie osobowe (HUMINT, human intelligence) – kategoria danych rozpoznawczych/wywiadowczych, opracowanych na podstawie informacji zbieranych i dostarczanych przez źródła osobowe.
Przykładowymi źródłami rozpoznania osobowego mogą być: mobilne elementy rozpoznawcze (patrole rozpoznawcze i zespoły dalekiego rozpoznania), posterunki obserwacyjne i inne. Wykorzystywanie tych źródeł odbywa się w zasadzie przez organy rozpoznawcze. Ale nie tylko, gdyż tego rodzaju źródłami będą również wszystkie inne elementy osobowe, które dzięki swoim zmysłom mogą odbierać to wszystko, co dzieje się w ich otoczeniu, np.: posterunki obserwacyjne, elementy rozpoznania lotniczego (mogą wykorzystywać środki wzmacniające odbiór i zasięg obserwacji), żołnierze, cywile, uchodźcy, eksperci i technicy z zakresu geografii, hydrografii, meteorologii itd. Pozyskać jako źródło można prawie każdego człowieka posiadającego informacje lub mogącego je posiadać.
W Polsce instytucjami stosującymi HUMINT są: Policja, ABW, AW, CBA, ŻW, SKW, SWW, przeszkolone do stosowania tej metody wywiadowczej komórki organizacyjne wojsk rozpoznawczych SZ RP.